# Dopisno kazalište
Dopisno kazalište (srpski: Dopisno pozorište / Дописно позориште) je specifična vrsta teatarske organizacije i igre, koje u Novom Sadu djeluje od 1973., odnosno službeno od 1974. godine. Ideju tog kazališta je teorijski i praktično realizirao Novosađanin Mladen Dražetin kao originalni model za širenje kazališne kulture među najširim masama.
Kazališne predstave pripremane su u većim i manjim mjestima diljem negdašnje Jugoslavije uz upute koje su iz Novog Sada, preko Dopisnog kazališta, davane organizatorima i protagonistima putem pisama, telefonskih razgovora i telefaksa. Članovi Dopisnog kazališta iz Novog Sada besplatno su davali savjete i nudili svaku drugu pomoć novim sudionicima kazališnoga života i tek osnovanim punktovima Dopisnog kazališta, bez obzira gdje su se nalazili oni kojima je takva pomoć trebala. Originalnost modela Dopisnog kazališta izazvala je pozornost mnogih teoretičara i organizatora kazališnog života.

## Osnivanje
Kazalište je osnovano 1973. godine, ali vlasti tadašnje jugoslavenske države nisu dozvolile da se ono registrira pod nazivom "Dopisno kazalište", tako da je kazalište radilo neregistrirano više od godine. Dana 3. ožujka 1974. godine dobivena je dozvola da se udruga upiše u registar pod nazivom "KUD Pozornica dramske umjetnosti" sa sjedištem u Novom Sadu. Samo Dopisno kazalište činilo je univerzalni animatorski sustav koji je djelovao unutar Pozornice dramske umjetnosti.

## Ciljevi
Osnovni cilj je bio da se demokratskim naznakama zbroja slika o svijetu, na temelju pojedinačnih interpretacija, predstave obogaćuju različitim iskustvima, a da akteri i aktivni gledatelji odbace prepreke koje nose usamljenost i nekomunikativnost u svijetu konvencija i urbane bezličnosti. Kazalište je također predstavljalo i sustav za borbu protiv birokracije u kulturi.
Osnivač dopisnog kazališta Mladen Dražetin je definirao sljedeće ciljeve i zadatke ovog teatra:
- Iniciranje teorije o kulturnoj humanizaciji svijeta;
- Iniciranje univerzalnog animatorskog sustava i teorije o univerzalnoj organizaciji;
- Kulturno oblikovanje ličnosti i okoline i ostvarivanje elementarne kulture kod svakog čovjeka, "da svi mislimo svojom glavom, da se preko kulture stvore opći progres i opći ljudski mir";
- Dalje stvaranje univerzalne kulturne snage kao ideologije, strategije i taktike.

## Glumci
U predstavama su se pojavljivali amateri koji su tek naučili osnovne elemente glume, ali i afirmirani profesionalci, željni kontakta s drukčijim načinom rada i igre sa svijetom iskrenih poklonika kazališne umjetnosti.

## Teatri
Igra na pozornici usmjeravana je na dosezanje individualnog zadovoljstva nositelja uloga tijekom neposredne komunikacije s publikom. U okviru ovog modela ostvarivani su dramski, humoristički i ekološki teatri, scenski pozivi na mirotvorne i humanitarne akcije, kao i lutkarski i živi igrokazi u dječjim ustanovama i bolnicama. Svakom sudioniku predstave nudila se mogućnost predložiti tematsku oblast i da potom spontano, s književnicima i ostalim glumcima, gradi sadržaj koji obavezno ima humanistički smisao.
Mikro-teatri Dopisnog kazališta uključivali su Zdravstveni teatar, Teatar "Okus prirode", Romski teatar, Teatar mira, Humoristički teatar (Turnir duhovitosti), Humanitarni teatar, Teatar u prirodi, Teatar udruženog rada, Partizansko kazalište, Dječji teatar, Školski teatar, Kršćanski teatar dobrotoljublja, Književni teatar, itd.

## Predstave
U Dopisnom kazalištu korišteni su i tekstovi iz klasične dramske literature, ali su likovi prilagođavani sudionicima u igri, neki su izostavljani ili sažimani. Predstavama su u pojedinim sredinama prethodile ankete među gledateljima, da bi se otkrili njihovi interesi i odabiralo ono što je izraz njihovih životnih problema i dilema. Budući da su gledatelji i na predstavama uvođeni u igru, razbijana je rampa klasičnog kazališta. Predstave su davane kako u selima, gdje su mještani prvi put imali susret s teatrom, tako i na pozornicama profesionalnih kazališta u gradovima.

## Članovi i suradnici
U inspirativnom radu putem Dopisnog kazališta sudjelovali su profesionalci, amateri i drugi suradnici: Mladen Dražetin, Vladimir Stojanov, Eleni Andoniadu, Branislav Babić, Persida Bajić, Radmila Brkić, Jelica Bukvić, Verica Viklerović, Radovan Vlahović, Goran Vukčević, Slavica Vučetić, Jasna Gojević, Radovan Grkovski, Toma Daskalović, Miša Dimitrijević, Trifun Dimić, Josip Dobrik, Vladimir Đukić, Nada Đurđević, Jovan Žekov, Nikola Zlatović, Milan Jandrić, Stevan Kovačević, Radmila Kravić, Svetlana Lazić, Ante Laura, Zvonimir Lozić, Branko Lukač, Mirko Marušić, Sanja Mikitišin, Boriša Milićević, Velimir Milovanović, Danijela Mihić, Ljubinka Modić, Mihajlo Molnar, Leposava Nastić, Radenko Nenezić, Gordana Opalić, Marija Maša Opalić, Đorđe Plavšić, Ilija Putić, Miroslav Radonjić, Pera Savić, Danilo Simeunović, Srđan Simić, Ceca Slavković, Desimir Stefanović, Boris Stojanov, Milica Stojanov, Boban Stojkov, Boža Stojkov, Eva Feldeždi, Dubravka Herget, Mira Cocin, Milorad Čubrilo, Joakim Šima, Slavko Šimunić, Nenad Šimunović i drugi. Kazalište su pomagali savjetima i neposrednim angažiranjem i poznati kazališni poslenici Milenko Šuvaković, Mihailo Vasiljević, Oliver Novaković, a svojom igrom i doajeni novosadskog glumišta Ivan Hajtl i Milica Radaković.

## Djelovanje u svijetu
Svojim djelovanjem, Dopisno kazalište ili "korespondentski sustav" se afirmiralo na planetarnom nivou, preko Planetarne škole mira, Humanitarne planetarne škole i Kršćanske planetarne škole ljubavi i dobrotoljublja. Planetarna škola mira je, u okviru Dopisnog kazališta, svoju aktivnost razvijala u razdoblju od 1974. do 2005. godine. Te "planetarne škole" za edukaciju i animaciju građana bile su preteča interneta u raznim državama. Dopisno kazalište je formiralo informacijske centre u Novom Sadu i Zagrebu, preko kojih je vršena animacija i edukacija narodnih masa. Član Dopisnog kazališta Josip Dobrik iz Gložana konstruirao je dvije amaterske radio-stanice, preko kojih je vršena komunikacija s radio-amaterima u svijetu. Dobrik je, po metodi Dopisnog kazališta, animirao suradnike u 186 država, koji su pristali biti glavnim koordinatorima Dopisnog kazališta i pomoću svojih radio-stanica vršiti animaciju i edukaciju naroda u svojoj državi. Za 30 godina rada Dopisnog kazališta, u Informacijskom centru DK-a u Novom Sadu, obrađeno je više od 100 000 pisama zainteresiranih suradnika DK-a. Dopisno kazalište je iniciralo, oformilo i obučilo, djelovanjem 186 koordinatora, više od 50 000 Mikro-teatara u 186 država, koje su oformili suradnici prema vlastitim željama i idejama. Mikro-teatri su imali neformalnu obvezu da animiraju i educiraju oko 60 000 građana. Time je animirano i djelomično educirano više od tri milijarde ljudi s ciljem da shvate kako se treba boriti za mir, humanizam i svoje plemenite ideje. U svim tim Mikro-teatrima kao prvo edukativno štivo, obrađivana je socijalna drama Mladena Dražetina "Ispovijest" (prevedena na esperanto), koja tretira probleme maloljetničke delikvencije i bolesti ovisnosti. Drama je imala više od 80 000 izvođenja.

## Jezici
Pored Informacijskog centra koji je obavljao rad na engleskom jeziku s radio-amaterskim postajama, Informacijski centar DK-a u Zagrebu je svoju djelatnost obavljao na esperantu. Esperantski centar je obradio više od 40 000 pisama. DK je u 105 zemalja imalo svoje misionarske esperantske urede, koji su dobivena pisma prevodili na svoje nacionalne jezike i upućivali suradnike u način djelovanja na terenu. Pomoćni informativni centar DK-a na esperanto jeziku imao je sjedište u Novom Sadu, s djelatnošću u prostorijama Društva za esperanto "Marko Nešić".
Glavni koordinator Informativnog centra DK-a u Zagrebu na esperanto jeziku bio je Slavko Šimunić. Najzaslužniji članovi za funkcioniranje Pomoćnog informativnog centra DK-a na esperanto jeziku u Novom Sadu bili su Boriša Milićević, Vladimir Đukić i Joakim Šima. Dopisno kazalište je unutar Društva za esperanto "Marko Nešić" osnovalo mikro-teatar koji je – kao prvi u svijetu – pripremao razne kazališne komade na esperantu. Pripremljeno je desetak igrokaza, predstava i recitala, koji su izvođeni diljem Europe.

## Pisma
Pisma za Informativni centar DK-a u Novom Sadu, adresirana na poštanski fah broj 360 – Dopisno kazalište, stizala su iz cijelog svijeta. Svakom je pismu poklonjena odgovarajuća pažnja, a trijažu pisama vršilo je tridesetak suradnika. Za desetak godina od osnutka DK-a ostvarena je konverzacija s više od 100 000 suradnika, koji su postali osnivači "kulturnih embrija" i "mikro-teatara" u svojim sredinama.

## TV emisija o Dopisnom kazalištu
Televizijska emisija (dokumentarni film) "Dopisno kazalište Mladena Dražetina" (TV Novi Sad, 1985) redatelja Petra Ljubojeva dobila je na filmskom festivalu u Monte Carlu 1986. godine prvu nagradu (Grand Prix) za nove ideje u kulturi. Ta emisija o Dopisnom kazalištu prikazana je na nacionalnim televizijama u 205 zemalja.
Ova je emisija 2012. godine bila nominirana za upis u svjetski registar međunarodne baštine UNESCO-a.

## Teorijske osnove
Za više od 30 godina djelovanja Dopisnog kazališta, iznjedren je etički, estetički i sociološki sustav nazvan "Vječna umjetnost igre", kao filozofija novog razvoja. Knjiga Mladena Dražetina o tom sustavu, naslovljena "Vječna umjetnost igre", objavljena je 2014. godine u izdanju Banatskog kulturnog centra iz Novog Miloševa.

## Kulturna edukacija Roma
Dopisno kazalište iniciralo je osnivanje prvog romskog teatra u Vojvodini i Srbiji, u Novom Miloševu, 1986. godine. Prva predstava u izvođenju tog teatra bila je drama "Kulaj" Radovana Vlahovića. Drugi romski teatar u Vojvodini osnovan je, po obrascima Dopisnog kazališta, u naselju Mokrin (1988. godine).

## Vanjske poveznice
- Pozornica dramske umjetnosti i Dopisno kazalište (službena web stranica)
- Snimci s proslave 40 godina rada Dopisnog kazališta i Pozornice dramske umjetnosti
- Mladen Dražetin govori o Dopisnom kazalištu i Pozornici dramske umjetnosti (26. veljače 2015.)
- Dopisno kazalište – Dekada Roma u AP Vojvodini
- Dopisno kazalište Mladena Dražetina (1986.)